# Jevnica
Jevnica este o localitate din comuna Litija, Slovenia, cu o populație de 367 de locuitori.